# Physetica obsecrata
Physetica obsecrata là một loài bướm đêm trong họ Noctuidae.